# Žydrūnas Ilgauskas
Žydrunas Ilgauskas (Kaunas, 5. lipnja 1975.) litavski je bivši profesionalni košarkaš. Igrao je na poziciji centra. Izabran je u 1. krugu (20. ukupno) NBA drafta 1996. od strane istoimene momčadi.

## Karijera

### KK Atletas
Ilgauskas je debitirao u KK Atletas iz Kaunasa. Prosječno je bilježio 20.3 poena, 12.8 skokova i 2.8 blokova.

### NBA
Izabran je u prvom krugu (20.ukupno) na NBA draftu 1996. godine od strane Cleveland Cavaliersa. Već u početcima dosta se mučio s ozljedama stopala pa je zbog toga i propustio sezonu 1996./97. Usprkos biranju u All-Rookie petorku i potpisivanjem ugovora od 70.9 milijuna $ za šest godina, Ilgauskas je nastupio u samo pet utakmica sljedeće dvije sezone. U sezoni 2000./01. Ilguskas je bio startni centar momčadi, ali se ubrzo opet ozljedio i bio nedostupan do kraja sezone. Vratio se u prosincu 2001. godine, ali je ulazio s klupe kao zamjena za Chrisa Mihma. Sezona 2002./03. je bila puno bolja za Ilgauskasa od dosadašnjih.  Ilgauskas je bilježio 17.2 poena i 7.5 skokova i izabran je na All-Star utakmicu, ali Cavsi su sezonu završili s trećim najgorim omjerom u povijesti (17-65). Dolaskom LeBrona Jamesa u Cavse stvari su se promijenile na bolje. Ilgauskas je u iduće tri sezone propustio samo 9 utakmica i ponovno je izabran na All-Star 2005. godine. Ilgauskas je naknadno potpisao novi ugovor 2005. godine od 55 milijuna $ za 5 godina. S Cavsima je izborio NBA finale 2007. i 2009. ostvario najbolji omjer pobjeda i poraza 66-16 u povijesti kluba. 17. veljače 2010. Ilgauskas je mijenjan u Washington Wizardse kao dio velike zamjene u kojoj su sudjelovali tri momčadi. Nakon nekoliko dana, Ilgauskas je s Wizardsima dogovorio otkup ugovora čime je postao slobodan igrač. 23. ožujka 2010. Ilgauskas je potpisao jednogodišnji ugovor s Cleveland Cavaliersima te se tako vratio u momčad kao zamjena za ozlijeđenog Shaquillea O'Neala.

## NBA statistika

### Regularni dio
| Godina    | Klub      | Odig. uta. | Uta. poč. | Min. | 2P%  | 3P%  | Sl. bac.% | Skok. | Asist. | Ukr. lop. | Blok. | Poena |
| --------- | --------- | ---------- | --------- | ---- | ---- | ---- | --------- | ----- | ------ | --------- | ----- | ----- |
| 1997./98. | Cleveland | 82         | 81        | 29.0 | .518 | .250 | .762      | 8.8   | .9     | .6        | 1.6   | 13.9  |
| 1998./99. | Cleveland | 5          | 5         | 34.2 | .509 | .000 | .600      | 8.8   | .8     | .8        | 1.4   | 15.2  |
| 2000./01. | Cleveland | 24         | 24        | 25.7 | .487 | .000 | .679      | 6.7   | .8     | .6        | 1.5   | 11.7  |
| 2001./02. | Cleveland | 62         | 23        | 21.4 | .425 | .000 | .754      | 5.4   | 1.1    | .3        | 1.4   | 11.1  |
| 2002./03. | Cleveland | 81         | 81        | 30.0 | .441 | .000 | .781      | 7.5   | 1.6    | .7        | 1.9   | 17.2  |
| 2003./04. | Cleveland | 81         | 81        | 31.3 | .483 | .286 | .746      | 8.1   | 1.3    | .5        | 2.5   | 15.3  |
| 2004./05. | Cleveland | 78         | 78        | 33.5 | .468 | .286 | .799      | 8.6   | 1.3    | .7        | 2.1   | 16.9  |
| 2005./06. | Cleveland | 78         | 78        | 29.3 | .506 | .000 | .834      | 7.6   | 1.2    | .5        | 1.7   | 15.6  |
| 2006./07. | Cleveland | 78         | 78        | 27.3 | .485 | .000 | .807      | 7.7   | 1.6    | .6        | 1.3   | 11.9  |
| 2007./08. | Cleveland | 73         | 73        | 30.4 | .474 | .000 | .802      | 9.3   | 1.4    | .5        | 1.6   | 14.1  |
| 2008./09. | Cleveland | 65         | 65        | 27.2 | .472 | .385 | .799      | 7.5   | 1.0    | .4        | 1.3   | 12.9  |
| Ukupno    |           | 707        | 667       | 29.0 | .476 | .263 | .782      | 7.9   | 1.2    | .5        | 1.7   | 14.3  |
| All-Star  |           | 2          | 0         | 10.5 | .556 | .000 | 1.000     | 3.5   | .5     | .0        | 1.0   | 6.0   |

### Doigravanje
| Godina    | Klub      | Odig. uta. | Uta. poč. | Min. | 2P%  | 3P%  | Sl. bac.% | Skok. | Asist. | Ukr. lop. | Blok. | Poena |
| --------- | --------- | ---------- | --------- | ---- | ---- | ---- | --------- | ----- | ------ | --------- | ----- | ----- |
| 1997./98. | Cleveland | 4          | 4         | 36.8 | .571 | .000 | .520      | 7.5   | .5     | .5        | 1.2   | 17.3  |
| 2005./06. | Cleveland | 13         | 13        | 27.2 | .454 | .000 | .750      | 6.3   | .8     | .4        | 2.1   | 10.4  |
| 2006./07. | Cleveland | 20         | 20        | 32.5 | .492 | .000 | .838      | 9.7   | .9     | .4        | .8    | 12.6  |
| 2007./08. | Cleveland | 13         | 13        | 30.2 | .479 | .000 | .818      | 7.5   | 1.6    | .4        | 1.1   | 13.1  |
| Ukupno    |           | 50         | 50        | 30.9 | .487 | .000 | .769      | 8.1   | 1.0    | .4        | 1.2   | 12.5  |

## Vanjske poveznice
- Profil na NBA.com